# BMW 5 Серії (E34)
BMW E34 — заводське позначення третього покоління BMW 5 Серії, що офіційно носили індекси від «518» до «540» та виготовлялись з 1987 до 1996 року. Наступником BMW E34 в 1995 році стала сучасніша BMW E39 з більш сучасним дизайном і новими технологіями.

## Історія

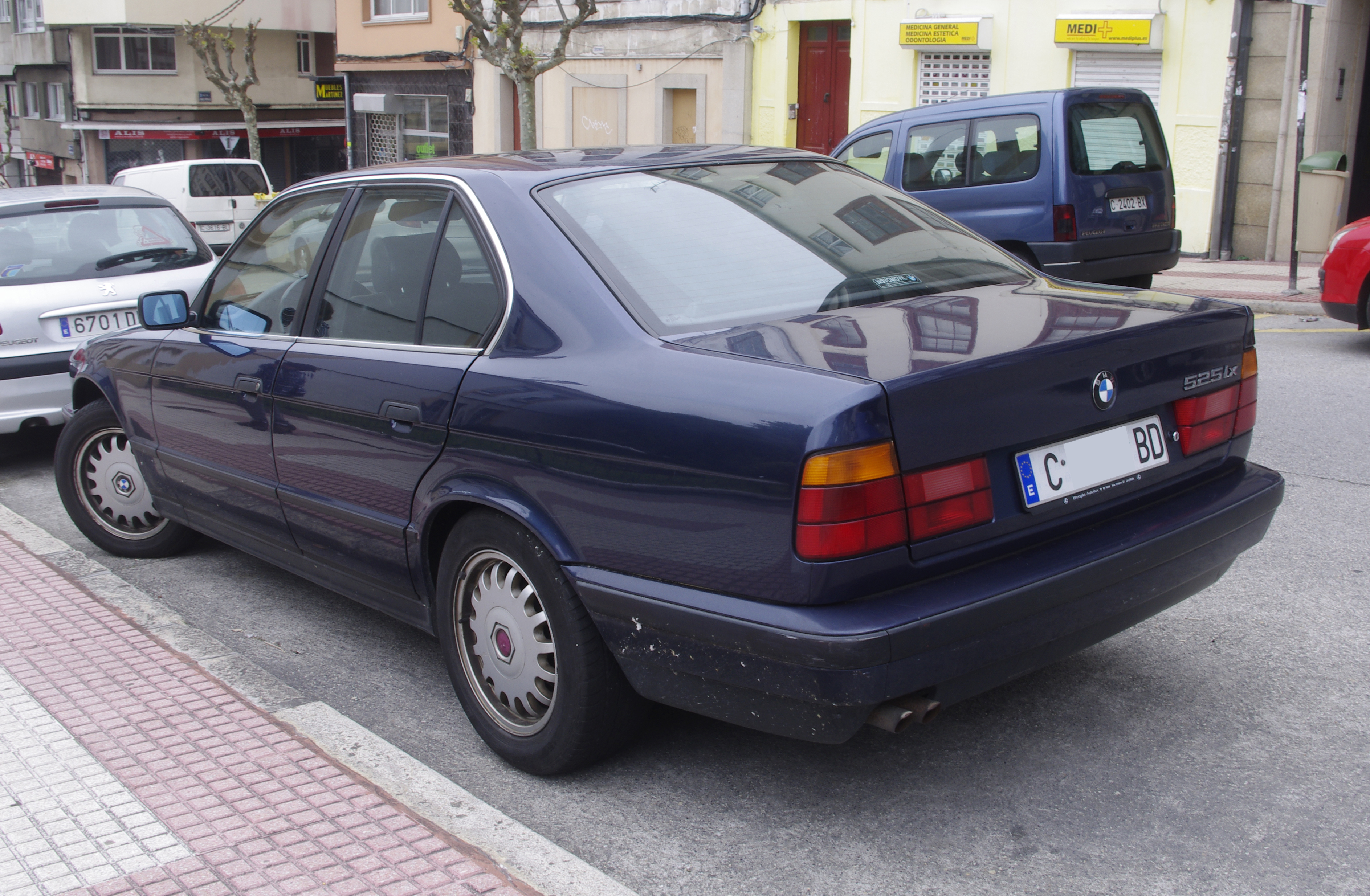
BMW 525ix E34 (1987-1992)

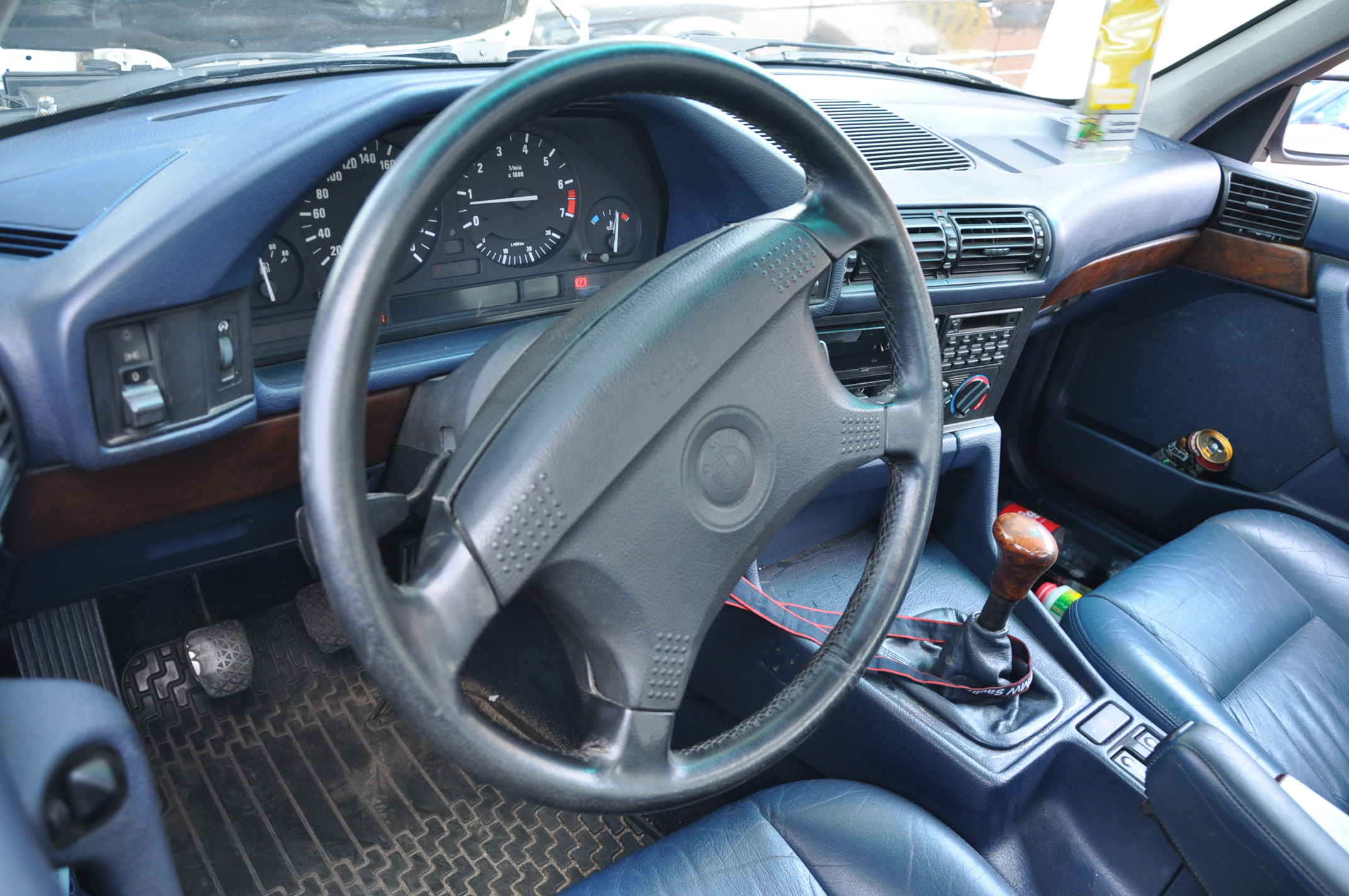
Салон

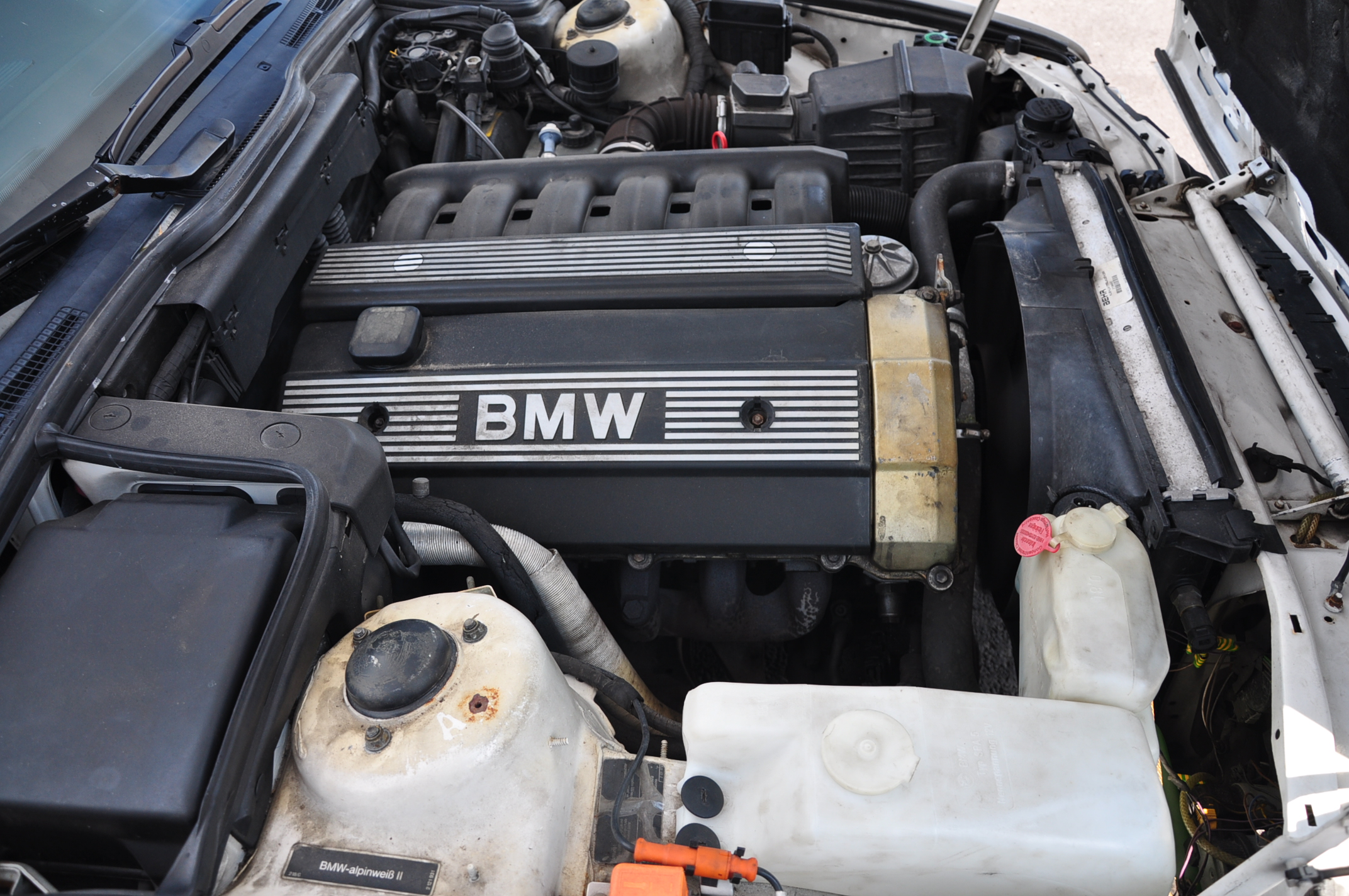
Двигун BMW M50 2.5 л

У січні 1988 року фірма почала виробництво сімейства Е34. Кузов став більш обтічним, з'явилися вертикальні показники повороту, протитуманні фари під бампером (колісна база 2760 мм, завдовжки 4720, ширина 1750, висота 1410 мм; колія спереду 1465, ззаду — 1485 мм). Автомобілі нового сімейства стали віхою в історії фірми: чудова якість збирання, обробки, комфортабельність їзди завдяки відмінному налаштуванню ходової частини, зразкові системи обігріву та вентиляції, бездоганне виконання салону, високі динамічні характеристики, стабільний прямолінійний вибіг, ефективні гальма, високий рівень активної і пасивної безпеки — все говорить про високий рівень конструкторів, які вивели компанію BMW в число світових лідерів. Седани 5-й серії (кузов Е34) за якістю збирання і комфортності цілком можна поставити на один щабель з розкішними BMW 7-ї серії.
Просторий салон більше орієнтований для зручності водія: панель чорного кольору, що світиться в темряві оранжевим підсвічуванням, розгорнута в його бік, п'ять електроналаштувань водійського сидіння, простора посадка саме на передніх сидіннях, а також відмінна ергономіка органів управління — всі потрібні водієві важелі і важелі є там, де і чекаєш, а «бублик» як за формою, так і за можливістю регулювання кута нахилу сам проситься до рук.
Відмінна оглядовість, в міру м'яка і безшумна підвіска не викликає у пасажирів неприємних відчуттів при будь-якій якості дороги. Безшумність при їзді — фірмова риса автомобілів BMW. Безшумна, навіть при інтенсивній експлуатації, обробка салону (хіба що шкіра сидінь злегка поскрипує), двигун звучить приглушено навіть на високих обертах. Багажний відсік об'ємом 460 л, в кришці якого акуратно розміщений досить повний комплект інструмента, — для багатьох у ті роки настільки повна штатна комплектація стала несподіванкою. Зате всі інші доповнення (крім, зрозуміло, АБС фірми Bosch і подушки безпеки для водія) пропонуються тільки в опціях. Гідропідсилювач керма розвиває повну потужність при маневруванні, а зі зростанням швидкості зменшує свою дію для підвищення точності зворотного зв'язку. Гальма просто зразкові — з потужним уповільненням, ідеальною інформативністю, м'яко і точно працює АБС.
«П'ята» серія стала найбільш представницькою за набором двигунів у виробничій програмі компанії, яка створила для неї широкий діапазон високоякісних рядних шестициліндрових бензинових силових агрегатів з упорскуванням «Бош-Мотронік»: 2,0 л, 129 л.с., шини 195/65 HR15 (модель 520i); 2,5 л, 170 к.с. (525i); 3,0 л, 188 к.с., шини 205/65 VR15 (530i) і 3,4 л, 211 к.с., шини 205/65 VR15 (535i). Їх агрегатуватися з автоматичними 4-діапазонними і 5-ступінчастими механічними коробками передач. У березні 1988 року з'явилися економічні (9,3 л/100 км в місті) седани 524td з турбодизелем потужністю 115 к.с.
Топ-модель — седан M5 з двигуном робочим об'ємом 3,5 л (315 к.с.) і збільшеним до 90 л паливним баком — з'явилася в січні 1989-го і відразу завоювала популярність в колах любителів «пройняти з вітерцем». Укомплектована механічною п'ятиступеневою коробкою передач, протибуксувальною системою і шинами розмірності 235/45 ZR17 спереду і 255/40 ZR17 ззаду, вона стала найдинамічнішою в своєму класі (розгін до сотні за 6,3 с, максимальна швидкість обмежена — 250 км/год). У квітні 1992-го цей двигун замінили могутнішим 3,8-літровим 327-сильним, а через місяць з'явилася його 340-сильна версія. У серійній комплектації всі машини обладнали підсилювачами гальм.
У травні 1990 року почався випуск седанів 520i і 525i з 24-клапанними головками блоку циліндрів, що дозволило «знімати» по 150 і 192 к.с. Жовтень 1991 ознаменував появу першої в історії сімейства «п'ятірок» повнопривідної модифікації 525iX з 2,5-літровим двигуном (192 к.с.). Вона стала ще більш «активнобезпечна», ніж її задньопривідні родичі: вона стійка і не піддається не тільки заносу, але і різкій пробуксовці коліс на сухому асфальті (завдяки протибуксувальній системі), і вже тим більше не дозволяє автомобілю сісти в калюжу на шляху.
Крім того в цей же час з'явився новий турбодизель з проміжним охолодженням — 525tds (143 к.с.), що дозволило досягати максимальної швидкості понад 200 км/год і при цьому середня витрата становив всього 7 л/100 км. А з листопада в автосалонах з'явилися недорогі седани 518i з тяговим 113-сильним двигуном, призначені в основному для східноєвропейського ринку.
У січні 1992 р. повним ходом пішли продажу елегантних універсалів Touring 520i і 525i, які зберегли всі найкращі їздові якості седанів, а також версії з системою повного приводу BMW 525iX Touring. Об'єм багажного відсіку при п'яти пасажирах становив 460 л, а з двома — 1450 л.
З жовтня 1992 року в продаж надійшли седани та універсали 530i (218 к.с.) і 286-сильний 540i (замість 535), оснащені малошумними високотехнологічними двигунами V8, а також М5 Touring. У січні 1993-го на 518i стали встановлювати новий 4-циліндровий 1,8 л двигун потужністю 115 к.с. А в квітні 115-сильний 2,4-літровий турбодизель (524td) замінили на 2,5-літровий 115-сильний турбодизель з прямим впорскуванням палива (525td), агрегатований з автоматичними і механічними КП.

## Типи кузовів серії E34
Серія BMW E34 відрізнялась різноманіттям кузовів: крім класичного чотиридверного седана, виготовлявся пятидверний універсал.
Вже у 1993 році успішну і всім знайому п'яту серію BMW, було піддано рестайлінгу.
 [Архівовано 7 березня 2016 у Wayback Machine.] BMW 5-seria E34 -93
 BMW 5-seria E34 94-

## BMW E34 M5 Convertible, яку розробники тримали в секреті 20 років
Виявляється, що ще в кінці 80-х років BMW побудував кабріолет M5 E34, який тримали під замком протягом останніх 20 років, до поки не продемонстрували його на святкуванні 25-річниці M5. Кабріолет було створено на базі Е34 кузова 5 серії.
Насправді, для випуску автомобіля було вже все готово, навіть, ще за тиждень до його прем'єрного показу в Женеві, були заброньовані місця. Але спортивному кабріолету не судилось побачити світло прожекторів Женевсього автосалону. BMW скасував презентацію, побоюючись що попит на нову M5 може похитнути стабільні продажі 3 серії кабріолетів.
 [Архівовано 11 грудня 2013 у Wayback Machine.] BMW E34 M5 Convertible

## Статистика продаж
Всього було виготовлено близько 1.300.000 екземплярів BMW E34.

## Галерея

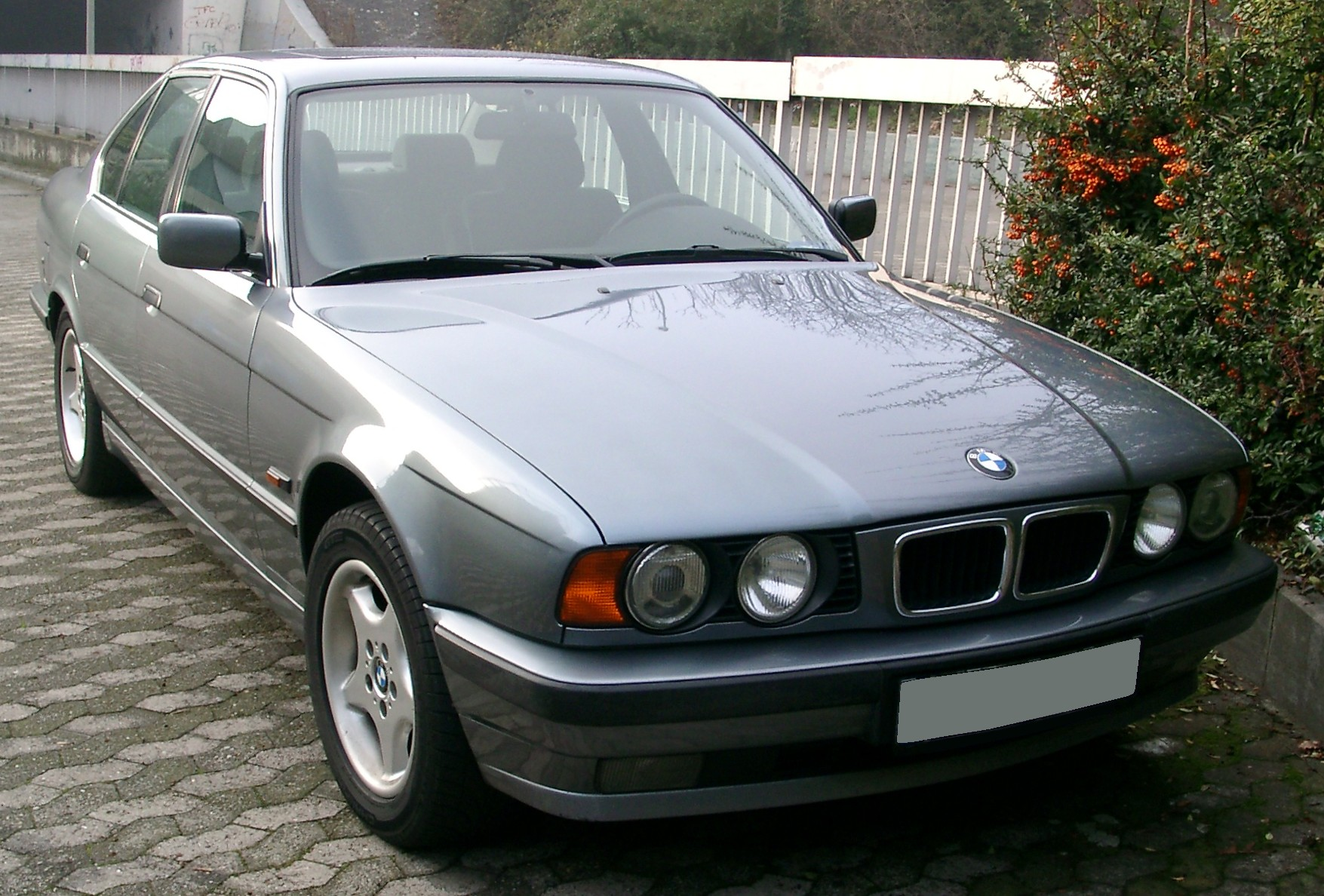
BMW E34 (1994-1995)
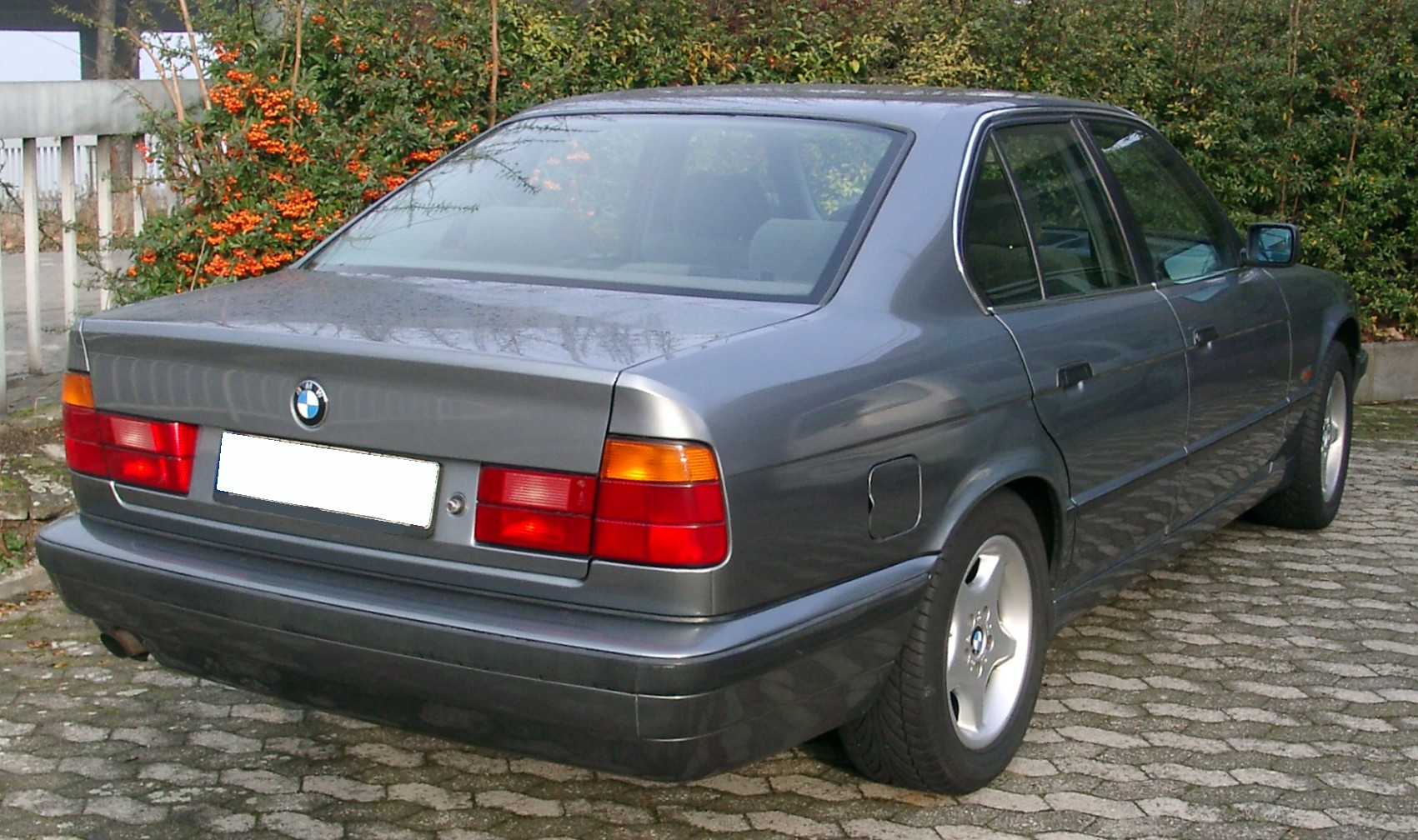
BMW E34 (1994-1995)
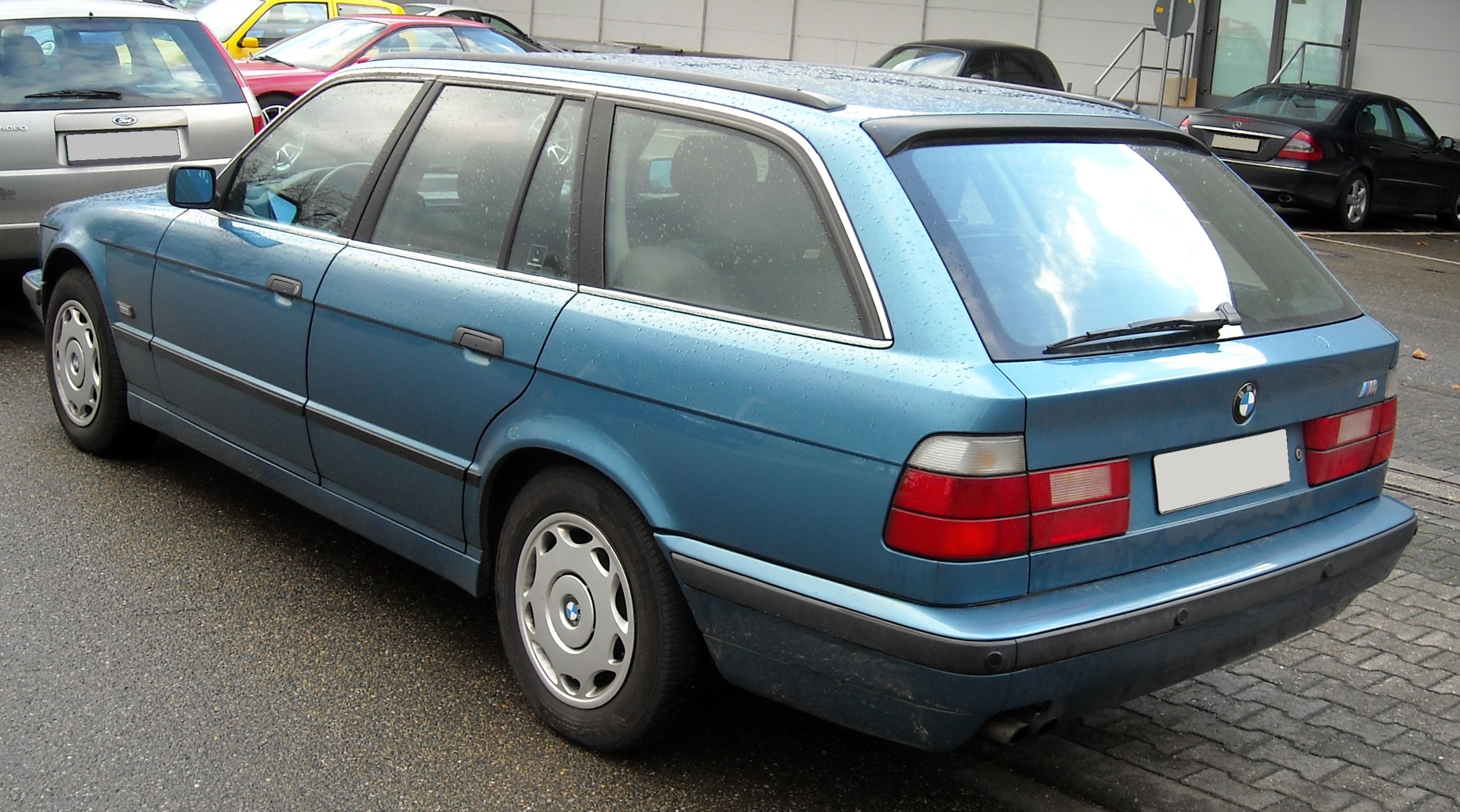
BMW E34 Touring (1994-1995)
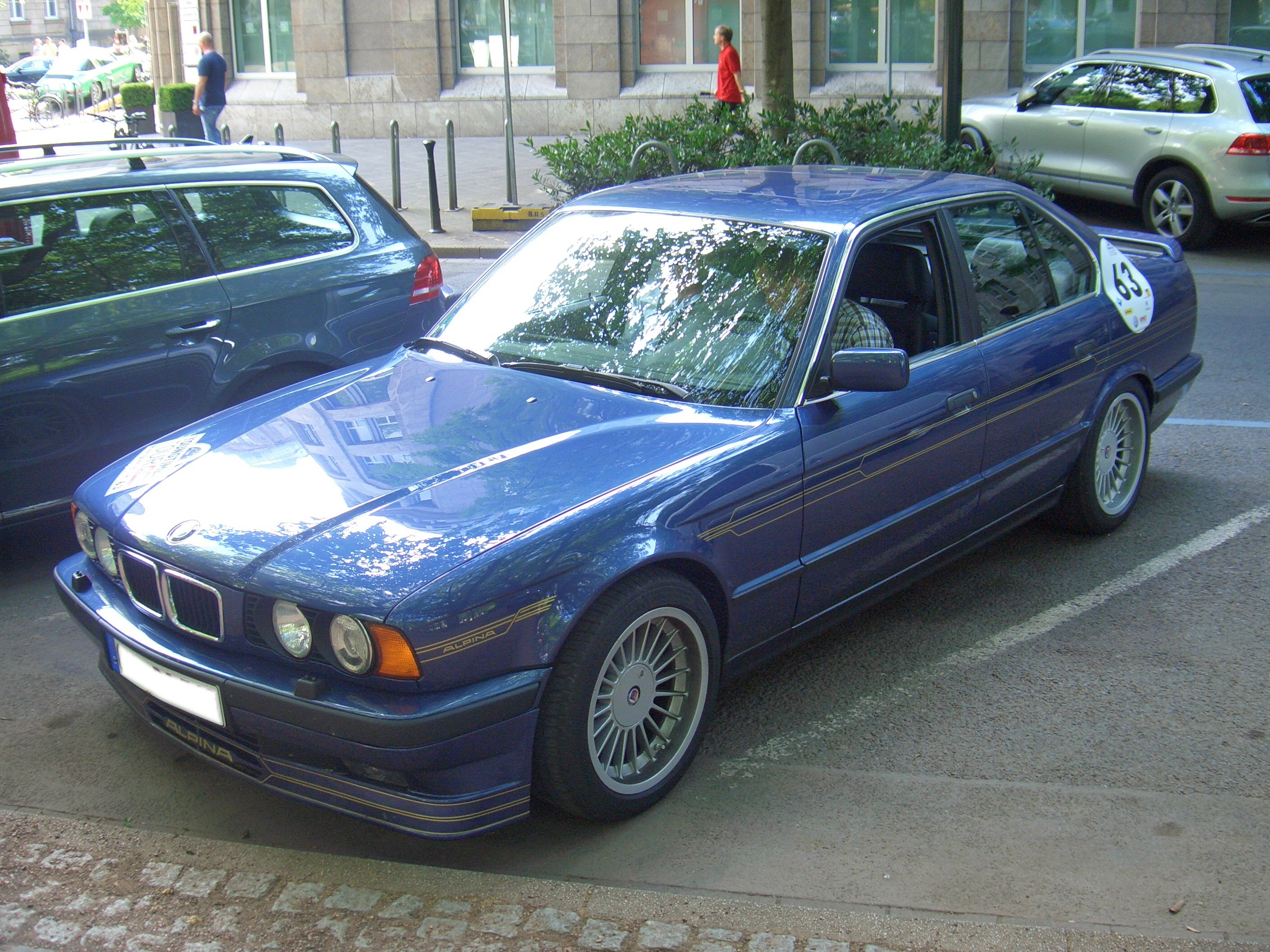
Alpina B10 BiTurbo (1989-1994)
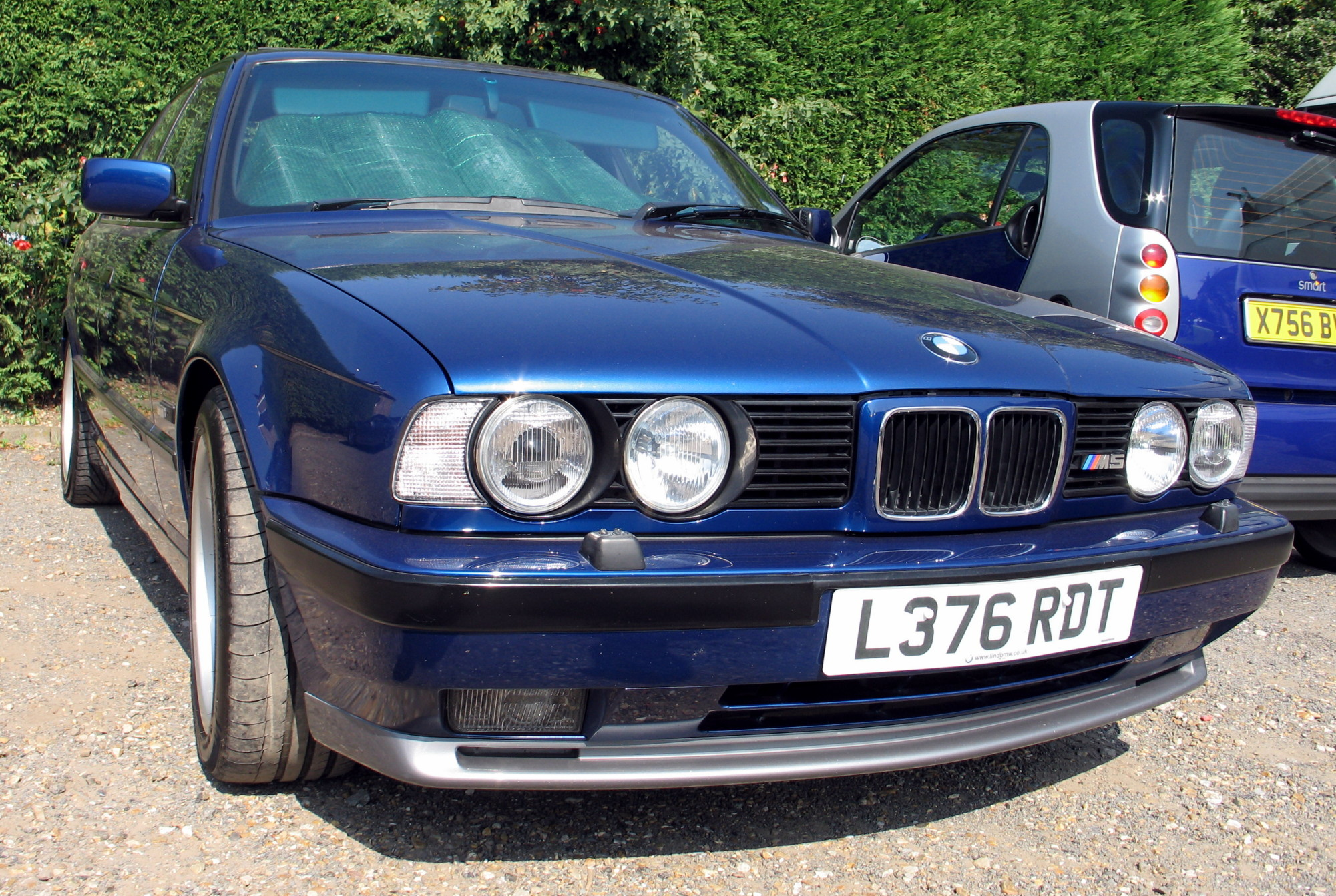
BMW M5 E34 (1989-1995)

## Зноски
1. ↑  5 Серия :: Е34. Архів оригіналу за 21 лютого 2010. Процитовано 14 травня 2010. [Архівовано 2010-02-21 у Wayback Machine.]
2. ↑  in Gasbetrieb